# Florida Film Critics Circle Awards 2017

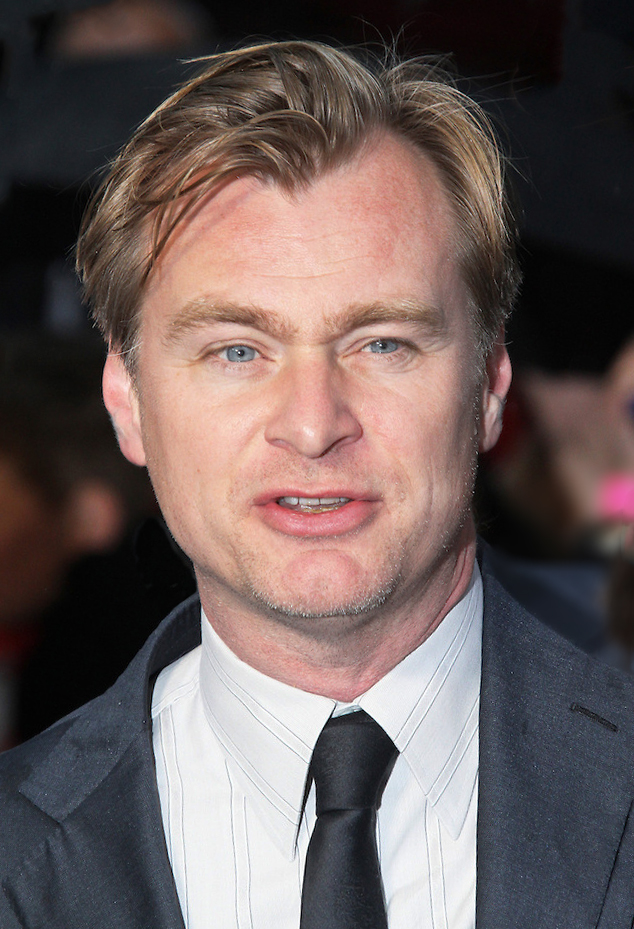
Christopher Nolan vítěz v kategorii nejlepší režisér

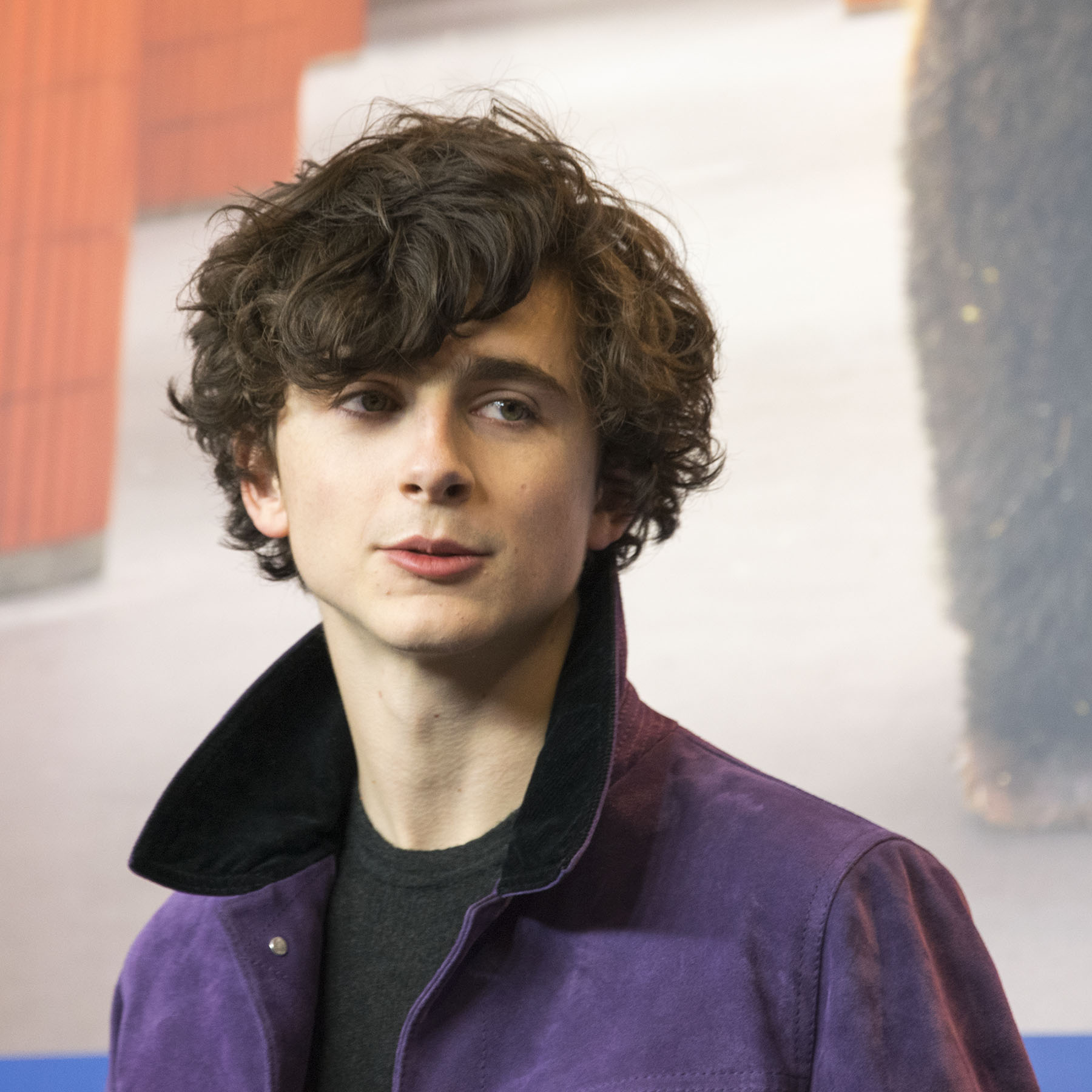
Timothée Chalamet vítěz v kategoriích nejlepší herec v hlavní roli a objev roku

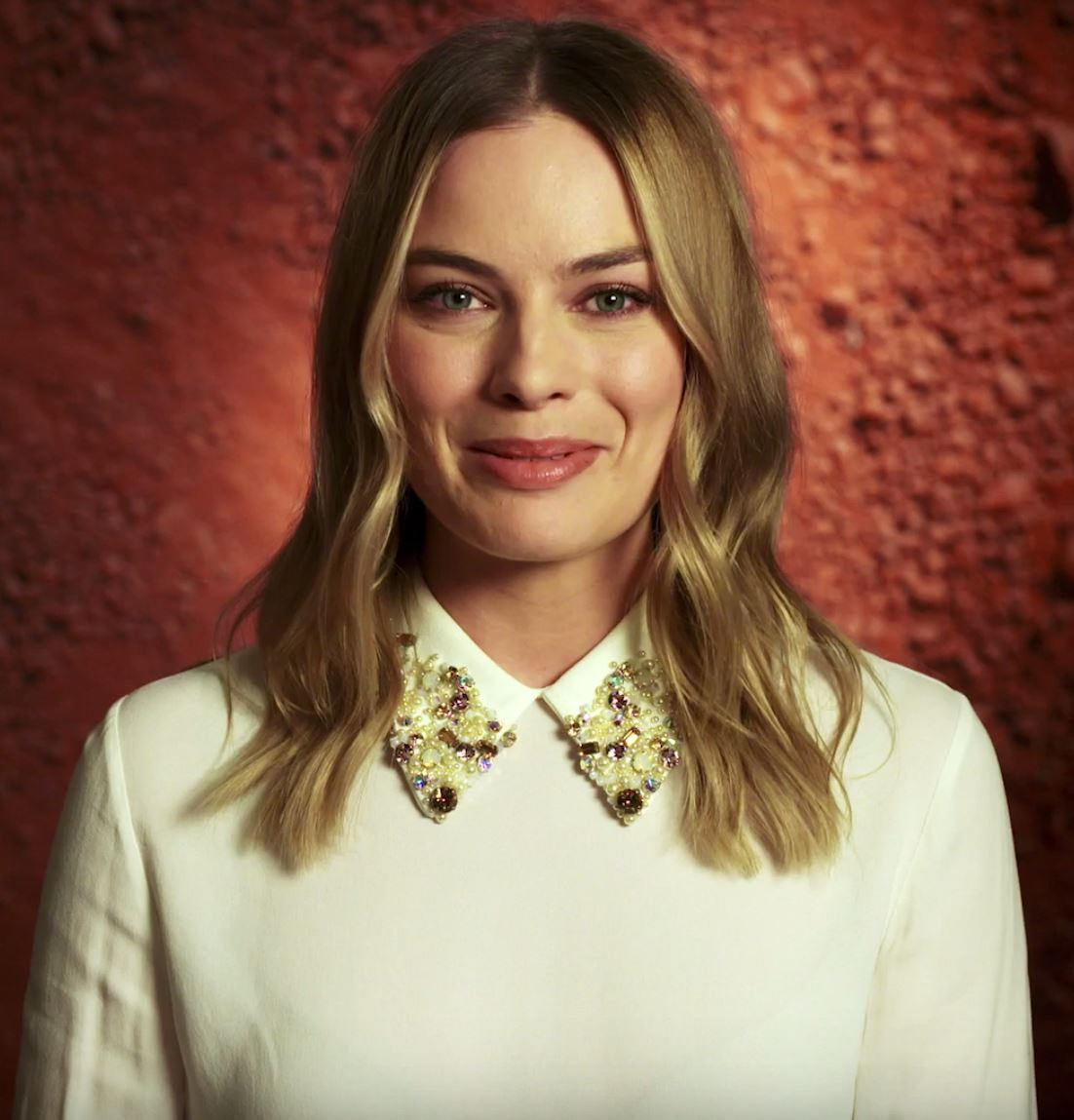
Margot Robbie vítězka v kategorii herečka v hlavní roli

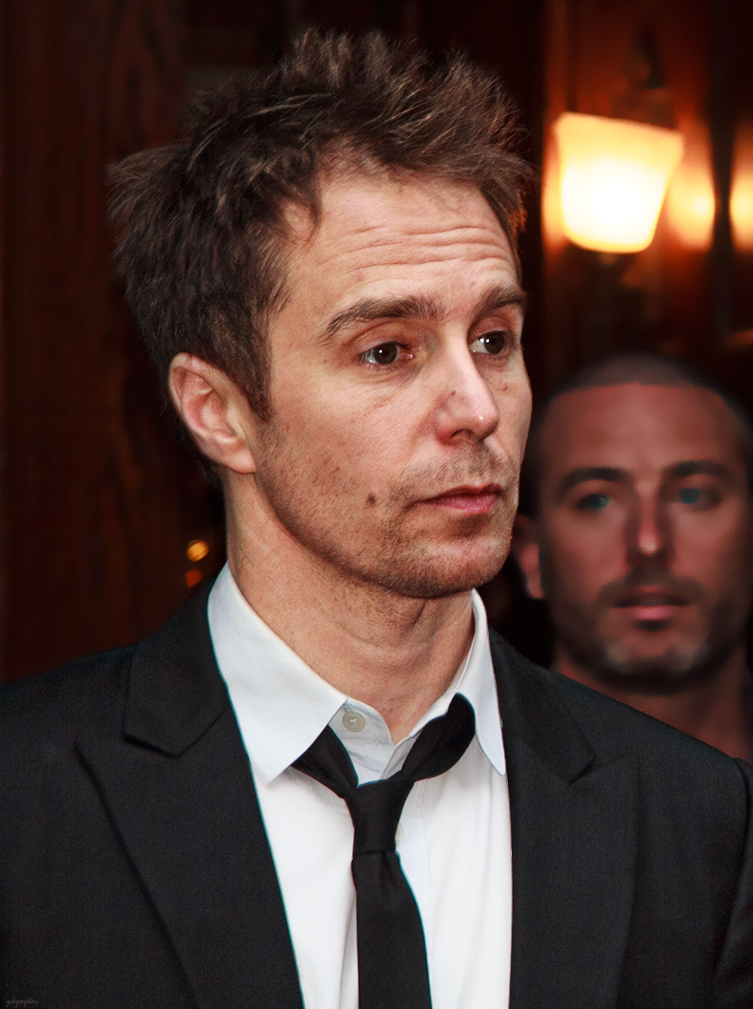
Sam Rockwell vítěz v kategorii nejlepší herec ve vedlejší roli

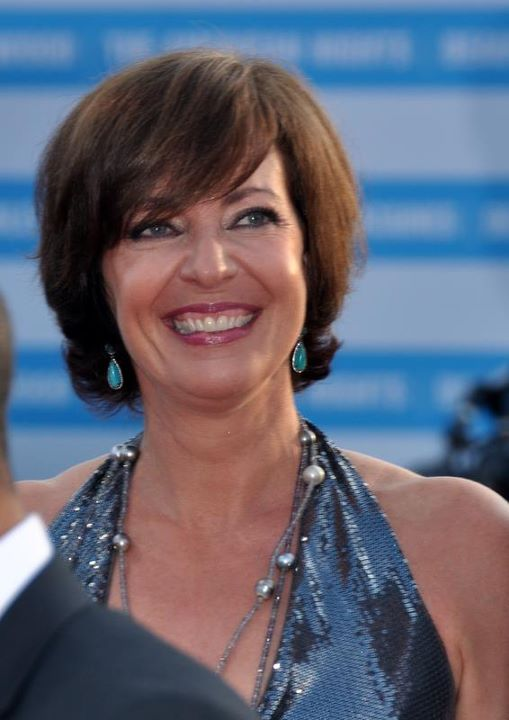
Allison Janney vítězka v kategorii nejlepší herečka ve vedlejší roli

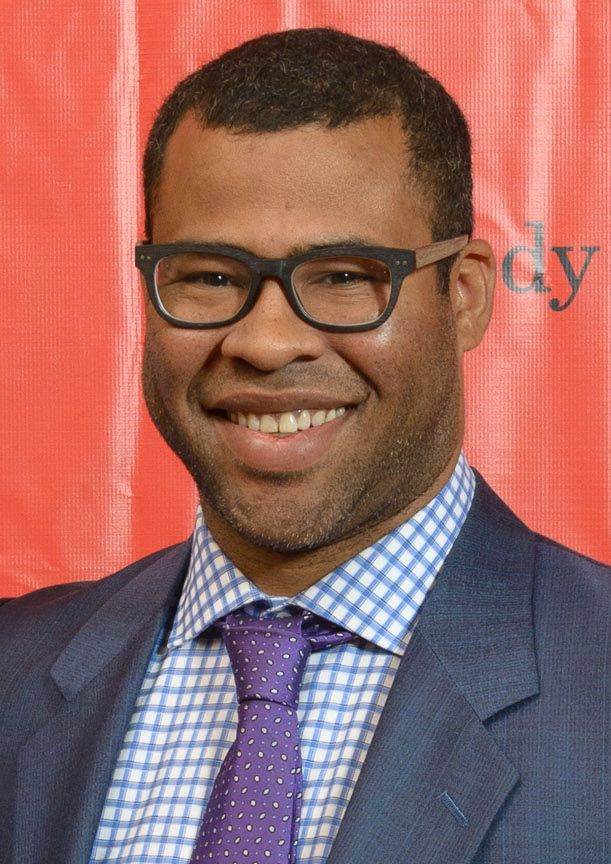
Jordan Peele vítěz v kategorii nejlepší původní scénář

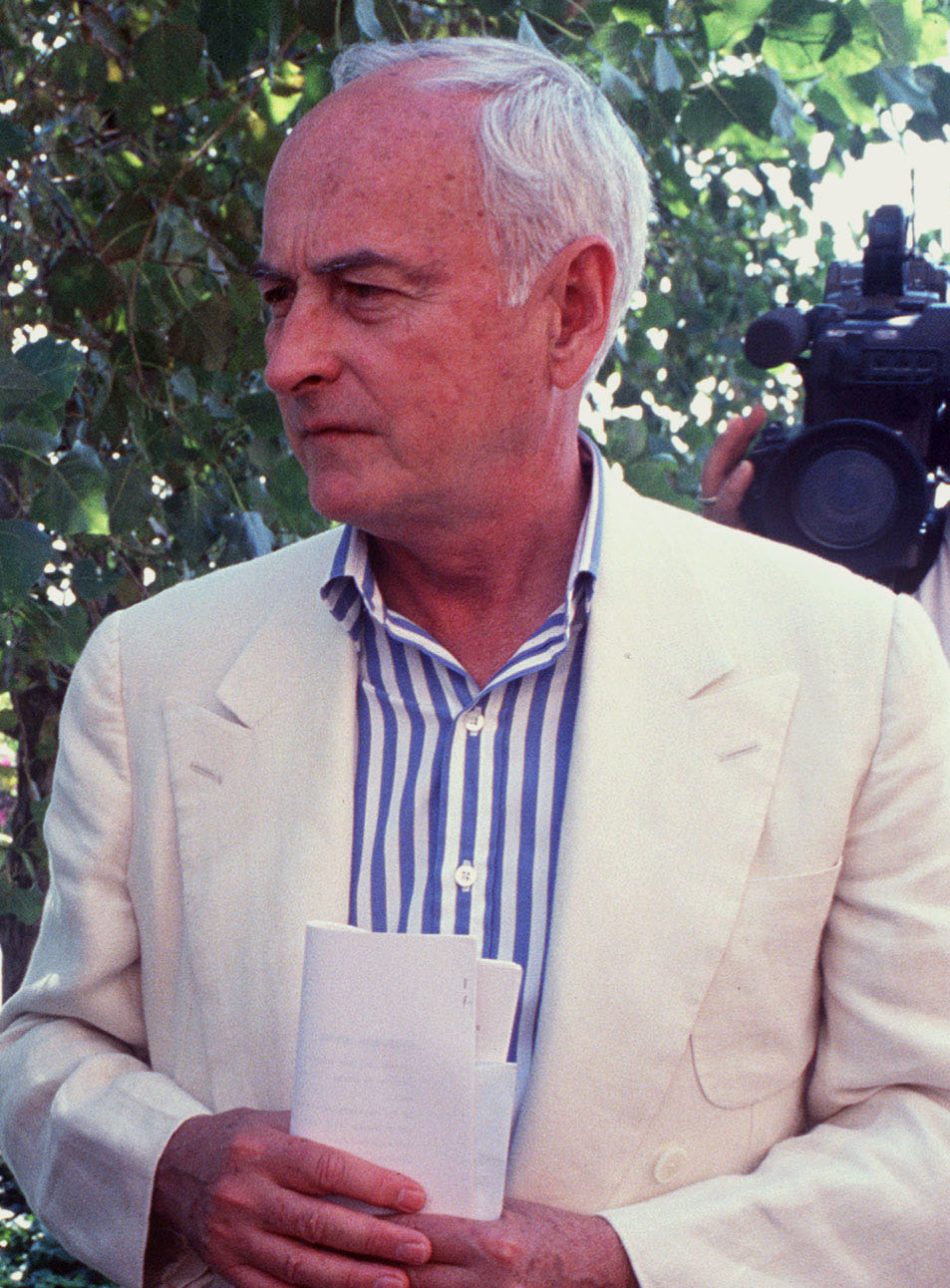
James Ivory vítěz v kategorii nejlepší adaptovaný scénář

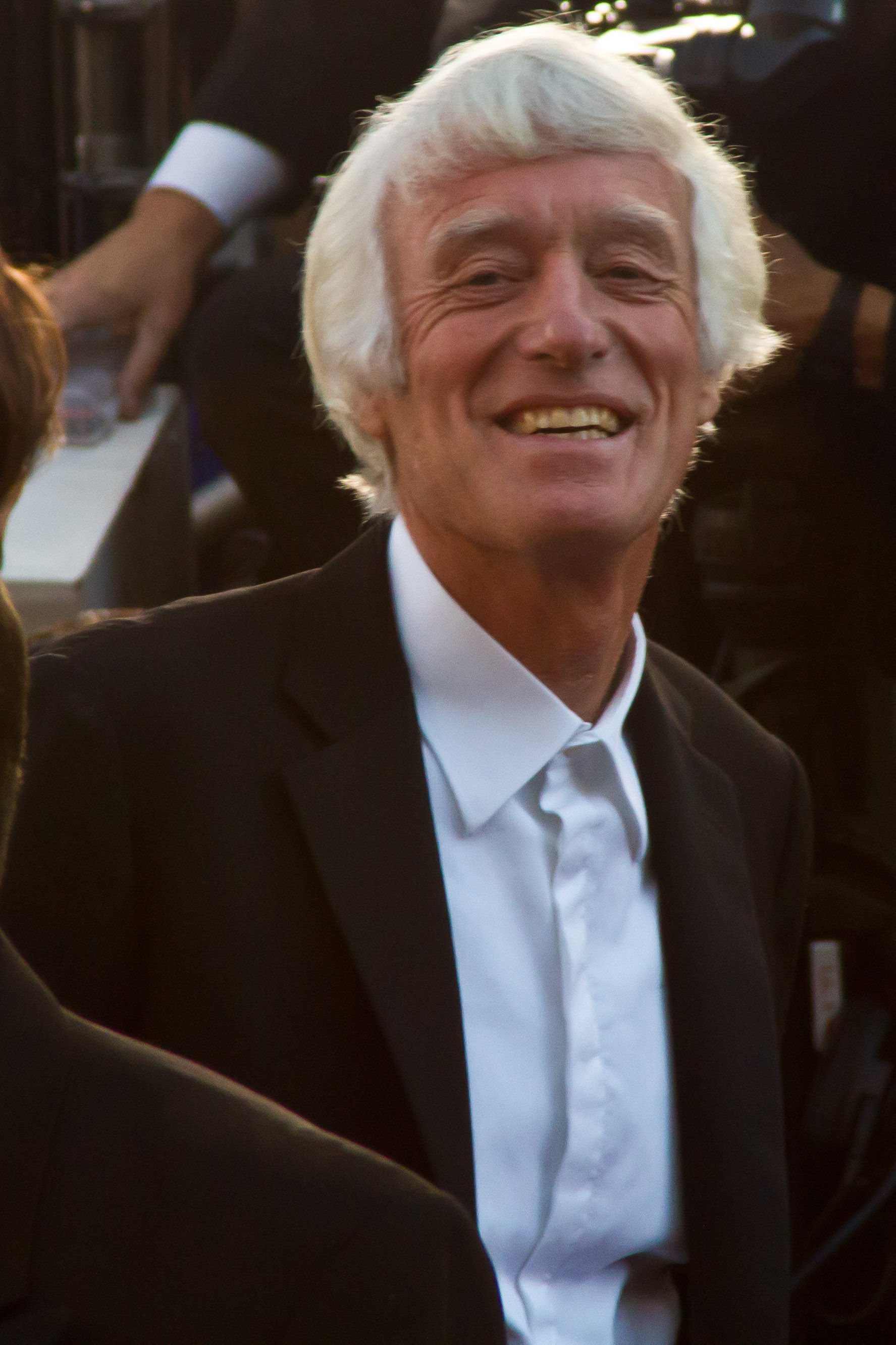
Roger Deakins vítěz v kategorii nejlepší kamera

Na 22. ročníku udílení cen Florida Film Critics Circle Awards byly předány ceny v těchto kategoriích dne 23. prosince 2017. Nominace byly oznámeny 21. prosince 2017.

## Vítězové a nominovaní

### Nejlepší film
Dunkerk
- Lady Bird (2. místo)
- Dej mi své jméno
- Uteč
- Tvář vody
- Tři billboardy kousek za Ebbingem

### Nejlepší režisér
Christopher Nolan – Dunkerk
- Greta Gerwig – Lady Bird (2. místo)
- Guillermo del Toro – Tvář vody
- Martin McDonagh – Tři billboardy kousek za Ebbingem
- Jordan Peele – Uteč

### Nejlepší herec v hlavní roli
Timothée Chalamet – Dej mi své jméno 
- Gary Oldman – Nejtemnější hodina (2. místo)
- James Franco – The Disaster Artist: Úžasný propadák
- Daniel Kaluuya – Uteč
- Robert Pattinson – Dobrý časy

### Nejlepší herečka v hlavní roli
Margot Robbie – Já, Tonya 
- Frances McDormandová – Tři billboardy kousek za Ebbingem (2. místo)
- Cynthia Nixonová – A Quiet Passion
- Sally Hawkins – Tvář vody
- Saoirse Ronan – Lady Bird

### Nejlepší herec ve vedlejší roli
Sam Rockwell – Tři billboardy kousek za Ebbingem
- Willem Dafoe – The Florida Project (2. místo)
- Barry Keoghan – Zabití posvátného jelena
- Armie Hammer – Dej mi své jméno
- Michael Stuhlbarg – Dej mi své jméno

### Nejlepší herečka ve vedlejší roli
Allison Janney – Já, Tonya jako LaVona Golden
- Laurie Metcalf – Lady Bird (2. místo)
- Hong Chau – Zmenšování
- Holly Hunter – Pěkně blbě
- Mary J. Blige – Mudbound

### Nejlepší obsazení
Tři billboardy kousek za Ebbingem
- Dunkerk (2. místo)
- Uteč
- Já, Tonya
- Pěkně blbě
- Lady Bird
- Tvář vody

### Nejlepší původní scénář
Jordan Peele – Uteč
- Martin McDonagh – Tři billboardy kousek za Ebbingem (2. místo)
- Guillermo del Toro a Vanessa Taylor – Tvář vody
- Greta Gerwig – Lady Bird
- Emily V. Gordon a Kumail Nanjiani – Pěkně blbě

### Nejlepší adaptovaný scénář
James Ivory – Dej mi své jméno
- Scott Neustadter a Michael H. Weber – The Disaster Artist: Úžasný propadák (2. místo)
- Michael Almereyda – Marjorie Prime
- James Gray – Ztracené město Z
- Brian Selznick – Okouzlení
- Aaron Sorkin – Velká hra

### Nejlepší cizojazyčný film
120 BPM
- Čtverec (2. místo)
- First They Killed My Father
- Nemilovaní
- Ornitolog

### Nejlepší dokument
Jane
- Ex Libris: knihovny New Yorku (2. místo)
- Dawson City: Frozen Time
- Visages, villages
- Joan Didion: The Center Will Not Hol
- Kedi

### Nejlepší animovaný film
Coco
- S láskou Vincent (2. místo)
- Mimi šéf
- LEGO Batman film
- Živitel

### Nejlepší kamera
Roger Deakins – Blade Runner 2049 
- Hoyte van Hoytema – Dunkerk (2. místo)
- Dan Laustsen – Tvář vody
- Janusz Kaminski – Akta Pentagon: Skrytá válka
- Yorick Le Saux – Personal Shopper
- Edward Lachman – Okouzlení

### Nejlepší výprava
Blade Runner 2049
- Dunkerk (2. místo)
- Nit z přízraků
- Tvář vody
- Okouzlení

### Nejlepší vizuální efekty
Blade Runner 2049
- Válka o planetu opic (2. místo)
- Dunkerk
- Strážci Galaxie Vol. 2
- Tvář vody
- Star Wars: Poslední z Jediů

### Nejlepší hudba
Blade Runner 2049
- Dunkerk (2. místo)
- Nit z přízraků
- Tvář vody
- Tři billboardy kousek za Ebbingem

### Objev roku
Timothée Chalamet
- Jordan Peele (2. místo)
- Greta Gerwig
- Barry Keoghan
- Millicent Simmonds